# آنا مورا
آنا مورا(به پرتغالی: Ana Moura) (زاده: ۱۹۸۰، سانتارم، پرتغال - ) یکی از خواننده‌های پرتغالی فادو است. وی جوانترین خواننده این سبک است که تا کنون برای جایزه ادیسون در آلمان نامزد شده است.